# Henryszew
Henryszew (prononciation : [xɛnˈrɨʂɛf]) est un village polonais de la gmina de Jaktorów dans le powiat de Grodzisk Mazowiecki de la voïvodie de Mazovie dans le centre-est de la Pologne.
Il se situe à environ 4 kilomètres à l'ouest de Jaktorów (siège de la gmina), 12 kilomètres à l'ouest de Grodzisk Mazowiecki (siège du powiat) et à 40 kilomètres à l'ouest de Varsovie (capitale de la Pologne).

## Histoire
De 1975 à 1998, le village appartenait administrativement à la voïvodie de Skierniewice.